# The Boy with No Name
《The Boy with No Name》은 스코틀랜드의 록 밴드 트래비스의 다섯 번째 스튜디오 음반이다. 이 음반은 2007년 5월 7일, 에픽 레코드를 통해 발매되었고, 전 세계적으로 442,900장 이상이 팔렸다.

## 배경
음반의 이름은 리드 싱어인 프랜시스 힐리와 그의 파트너인 노라가 그들의 새로 태어난 아들의 이름을 정할 때 붙여졌다. 이 시기에 그는 이메일로 자신의 아들 사진을 친구에게 보내고 사진에 "The Boy with No Name(이름 없는 소년)"이라고 표를 붙였다. 힐리는 인터뷰 도중 크리스 모일즈 쇼에서 이 사실을 밝혔다. 힐리는 또한 음반 발표 전 공연에서 〈My Eyes〉가 그의 새 아들에 대한 것이거나 〈Battleships〉가 관계의 기복을 언급하는 등 그의 발전하는 가족 지위에 영향을 받는 곡들도 있다고 밝혔다.
트래비스는 이 음반을 애비 로드 스튜디오의 수석 마스터 엔지니어 크리스 블레어와 2005년 34세의 나이로 뇌종양으로 사망한 영국의 세계 챔피언 자동차 경주 선수 리처드 번스에게 바쳤다.
녹음 도중 밴드는 자신들이 영국 밴드 피더와 같은 스튜디오에 있지만 다른 방에 있다는 것을 알게 되었다(피더는 그들의 다섯 번째 정규 음반 《Pushing the Senses》를 녹음하고 있었다). 프랜시스과 더기는 그들의 음반과 첫 번째 싱글인 〈Tumble and Fall〉의 마지막 코러스에 백 보컬을 제공해야 한다는 생각이 들었다.
수록곡 〈Under the Moonlight〉는 싱어송라이터 KT 턴스톨이 백 보컬을 녹음했고, 〈Battleships〉는 줄리아 스톤이 백 보컬을 맡았다.

## 평가
| 전문가 평가           | 전문가 평가 |
| 총 점수               | 총 점수     |
| 출처                  | 점수        |
| --------------------- | ----------- |
| 메타크리틱            | 57/100      |
| 평가 점수             |             |
| 출처                  | 점수        |
| AllMusic              | [ 3 ]       |
| BBC                   | favourable  |
| Digital Spy           | [ 5 ]       |
| NME                   | 2/10        |
| New York Daily News   | favourable  |
| Pitchfork Media       | 5.6/10      |
| Philadelphia Inquirer | [ 9 ]       |
| Rolling Stone         | [ 10 ]      |
| Q                     | 4/별        |
| PopMatters            | 6/10        |

《The Boy with No Name》은 음악 비평가들로부터 엇갈린 평가를 받았다. 주류 평론가들의 평점에 100점 만점에 정규화된 평점을 매기는 메타크리틱에서는 20점 만점에 평균 57점을 받아 "혼합 또는 평균 평점"을 나타냈다. 《NME》는 이 음반을 10점 만점에 2점씩 주고 "발기불능 모랄 죽"이라고 이름 붙였다.

## 곡 목록
모든 곡들은 특별한 언급이 없는 한 프랜시스 힐리에 의해 작사/작곡하였다.
| #   | 제목                     | 작사·작곡       | 재생 시간 |
| --- | ------------------------ | --------------- | --------- |
| 1.  | 〈3 Times and You Lose〉 | 힐리, 앤디 던롭 | 4:14      |
| 2.  | 〈Selfish Jean〉         |                 | 4:00      |
| 3.  | 〈Closer〉               |                 | 4:00      |
| 4.  | 〈Big Chair〉            | 힐리, 던롭      | 4:07      |
| 5.  | 〈Battleships〉          |                 | 4:11      |
| 6.  | 〈Eyes Wide Open〉       |                 | 2:59      |
| 7.  | 〈My Eyes〉              |                 | 4:08      |
| 8.  | 〈One Night〉            |                 | 4:00      |
| 9.  | 〈Under the Moonlight〉  | 수지 허그       | 4:00      |
| 10. | 〈Out in Space〉         |                 | 3:35      |
| 11. | 〈Colder〉               | 힐리, 더기 페인 | 4:06      |
| 12. | 〈New Amsterdam〉        |                 | 9:26      |